# Lamminrahka
Lamminrahka est un quartier de Kangasala en Finlande.

## Présentation
Le nouveau quartier de Lamminrahka sera construit à la limite de Tampere, le long de la  Lahdentie. 
Le quartier accueillera environ 8 000 habitants et près de 1 000 emplois. 
Lamminrahka sera construit de maisons individuelles et d'immeubles résidentiels. 
Le quartier sera organisé autour du centre scolaire de Lamminrahka conçu par Verstas Arkkitehdit (fi),.
Lamminrahka sera desservi par le métro léger de Tampere.